# Pristerognatha
Pristerognatha là một chi bướm đêm thuộc phân họ Olethreutinae, họ Tortricidae Tortricidae.

## Các loài
- Pristerognatha agilana (Clemens, 1860)
- Pristerognatha fuligana ([Denis & Schiffermuller], 1775)
- Pristerognatha penthinana (Guenee, 1845)